# Мадемуазель Стриптиз
«Мадемуазель стриптиз» — кинофильм 1956 года режиссёра Марка Аллегре. Премьера состоялась 5 октября 1956 года во Франции. Несмотря на название, фильм не содержит ни одной откровенной сцены, его можно смотреть детям любого возраста.

## Сюжет
Главная героиня, Аньез, — красивая и умная девушка. Несмотря на юный возраст, она написала известную книгу с пикантными подробностями под названием «En effeuillant la marguerite». Отец, генерал Дюмон, её литературными увлечениями недоволен. Они ссорятся и Аньез уезжает в Париж, к своему брату.
Там она знакомится с лихим журналистом Даниэлем. Позднее она попадает в неприятную историю, в связи с чем ей срочно требуются деньги. Чтобы подзаработать, она решает принять участие в конкурсе любительского стриптиза в Виши. А тем временем Даниэлю его газетное начальство поручает съездить в Виши, посмотреть этот конкурс и написать о нём репортаж...

## В ролях
- Даниэль Желен (Daniel Gélin) — Даниэль Рой
- Брижит Бардо — Аньез Дюмон
- Робер Ирш — Роджер Виталь
- Дарри Коул — Юбер Дюмон
- Жак Дюмениль (Jacques Dumesnil) — генерал Дюмон, отец Аньез
- Франсуаза Арнуль